# Willibald Mathäser
Willibald Mathäser OSB (* 29. April 1901 in München; † 15. Oktober 1985 ebenda) war ein deutscher Ordensgeistlicher.

## Leben
Nach dem Abitur 1920 am Theresien-Gymnasium München trat er im September 1921 in den Benediktinerorden in die Abtei St. Bonifaz ein und studierte Philosophie, Geschichte und Theologie an der Universität München. Nach der Priesterweihe im März 1925 wurde er Jugendseelsorger in der Pfarrei St. Bonifaz. Er war Katechet 1948 bis 1953 am Sophie-Scholl-Gymnasium München. 1947 begründete er die Pfadfinderinnenschaft St. Georg, deren Kurat er bis 1963 war. Seit 1954 fungierte er als Cellerar in Andechs, seit 1968 als Archivar und 1971–1973 als Stiftsbibliothekar zu St. Bonifaz.

## Schriften (Auswahl)
- Der Ludwig-Missionsverein in der Zeit König Ludwigs I. von Bayern. Festgabe zur ersten Jahrhundertfeier des Bayerischen Missionswerkes. Eine Jubiläumsschrift. München 1939, OCLC 162930044.
- Flüssiges Brot. Eine Plauderei über Andechs mit seinem Klosterbier und über den Gerstensaft in aller Welt. München 1974, ISBN 3-7991-5802-2.
- Andechser Chronik. Die Geschichte des heiligen Berges nach alten Dokumenten und aus neueren Quellen, ergänzt durch persönlichen Erinnerungen. München 1979, ISBN 3-7991-6058-2.
- Chronik von Tegernsee. Nach alten Dokumenten, aus neueren Quellen, mit persönlichen Bemerkungen zu Vergangenem und über Gegenwärtiges. München 1981, ISBN 3-431-02349-5.